# Keith Jardine
Keith Hector Jardine, född 31 oktober 1975, är en amerikansk MMA-utövare som tävlar som lätt tungviktare och bland annat har gått 13 matcher i organisationen UFC. Bland hans mest meriterande segrar kan nämnas vinster över två före detta mästare i lätt tungvikt i UFC - Forrest Griffin och Chuck Liddell.

## Biografi
Jardine gick sin första professionella MMA-match den 19 augusti 2001 och vann fem av sina sju första matcher innan han fick debutera i Pancrase 2003. Under 2005 var han med i UFC:s realityserie The Ultimate Fighter där han förlorade i semifinalen mot Rashad Evans som senare kom att vinna tävlingen. Han debuterade sedan i UFC den 5 november samma år.
Efter att ha förlorat fyra raka matcher och sex av sina åtta senaste matcher i UFC valde organisationen i juni 2010 att säga upp kontraktet med Jardine. Han debuterade i organisationen Strikeforce i april 2011 i en match mot Gegard Mousasi som slutade oavgjort. Den 7 januari 2012 mötte han Strikeforce mellanviktsmästare Luke Rockhold, Jardine förlorade matchen på teknisk knockout i första ronden.